# 小島プロダクション
小島プロダクション（こじまプロダクション、KOJIMA PRODUCTIONS）は、かつて存在したコナミデジタルエンタテインメント所属のゲームクリエイター小島秀夫が率いる、ゲームソフト開発チーム。略称は「コジプロ」。
2005年3月、前身であるコナミコンピュータエンタテインメントジャパンがコナミ（後のコナミホールディングス）と合併し、同年5月に「小島プロダクション」として発足した。2015年3月のコナミの組織再編により制作本部に編入され、プロダクションとしては消滅した。その後、小島は同年12月付でコナミを退職し、同名の新会社コジマプロダクションを設立する。

## 沿革
- 1993年：小島秀夫、コナミ（後のコナミホールディングス）神戸本社開発5部の部長に就任。
- 1995年1~3月：阪神・淡路大震災により神戸開発部が被災。その後コナミコンピュータエンタテインメント大阪として移転し分社子会社化。
- 1996年8月：開発5部が独立し、東京・恵比寿にてコナミコンピュータエンタテインメントジャパン設立。
- 2005年4月：コナミコンピュータエンタテインメントジャパンがコナミに吸収。
- 2005年5月：小島プロダクションが発足。
- 2006年3月：コナミの持株会社制移行に伴い、新設子会社・コナミデジタルエンタテインメント傘下に移転。
- 2013年9月：ロサンゼルスにて小島プロダクション ロサンゼルススタジオ開設。
- 2015年3月：コナミの制作体制が社内プロダクション制作から本部制へ再編[2]。小島プロダクション公式ツイッターがメタルギア公式へ移行[3]。これに伴い、小島プロダクション ロサンゼルススタジオの名称が「コナミ ロサンゼルススタジオ」に変更されるも同年10月に閉鎖された。

## 開発タイトル一覧

### メタルギアシリーズ
- メタルギア（1987年）
- メタルギア2 ソリッドスネーク（1990年）
- メタルギアソリッド（1998年）
  - メタルギアソリッド インテグラル（1999年）
- メタルギア ゴーストバベル（2000年）
- メタルギアソリッド2 サンズ・オブ・リバティ（2001年）
  - メタルギアソリッド2 サブスタンス（2002年）
- ザ・ドキュメント・オブ メタルギアソリッド2（2002年）
- メタルギアソリッド ザ・ツインスネークス（2004年）
- メタルギアソリッド3 スネークイーター（2004年）
  - メタルギアソリッド3 サブシスタンス（2005年）
  - メタルギア ソリッド スネークイーター3D（2012年）
- メタルギアアシッド（2004年）
- メタルギアアシッド2（2005年）
- メタルギアソリッド バンドデシネ（2006年）
- メタルギアソリッド ポータブル・オプス（2006年）
  - メタルギアソリッド ポータブル・オプス+（2007年）
- メタルギアソリッド4 ガンズ・オブ・ザ・パトリオット（2008年）
  - メタルギア オンライン（2008年）
- メタルギアソリッド2 バンドデシネ（2008年）
- メタルギアソリッド タッチ（2009年）
- メタルギアソリッド ピースウォーカー（2010年）
- メタルギア アーケード（2010年）
- メタルギア ライジング リベンジェンス（2013年）
- メタルギアソリッドV
  - メタルギアソリッドV グラウンド・ゼロズ（2014年）
  - メタルギアソリッドV ファントムペイン（2015年）

### ZONE OF THE ENDERS シリーズ
- ZONE OF THE ENDERS Z.O.E （2001年）
- ANUBIS ZONE OF THE ENDERS （2003年）

### ボクらの太陽シリーズ
- ボクらの太陽（2003年）
- 続・ボクらの太陽 太陽少年ジャンゴ（2004年）
- 新・ボクらの太陽 逆襲のサバタ（2005年）
- ボクらの太陽 Django&Sabata（2006年）

### カブトレシリーズ
- 株式売買トレーナー カブトレ!（2006年）
- 株式売買トレーナー カブトレ! NEXT（2007年）
- 外為売買トレーナー カブトレFX（2009年）

### その他
- スナッチャー（1988年）
- ポリスノーツ（1994年）
- ときめきメモリアルドラマシリーズ
  - 虹色の青春（1997年）
  - 彩のラブソング（1998年）
  - 旅立ちの詩（1999年）
- GUITARFREAKS（1999年）
- 12人の優しい殺し屋 (2008年)
- HIDECHAN! ラジオ
- キャッスルヴァニア ロード オブ シャドウ（2010年）
- スダッチャー（2011年）
- P.T.（2014年）

## 主要所属クリエーター
- 小島秀夫（プロデューサー兼ディレクター兼デザイナー）
- 村田周陽（ディレクター）
- 新川洋司（コンテンツ室 アートディレクター）

### 以前所属していたクリエーター
- 戸島壮太郎（サウンドディレクター） - 343Industries所属
- 本田晃弘（サウンドディレクター兼音楽プロデューサー）
- 野尻真太（プロデューサー兼ディレクター）
- 野口登志夫（デザイナー）
- 福島智和（シナリオライター）
- 岡村憲明（プロデューサー兼ディレクター） - 小島退社後には『メタルギア』や『Z.O.E』のプロデューサーを引き継ぐ。